# 田村ゆかり LOVE LIVE 2022 *Meet Me?
『田村ゆかり LOVE ♡ LIVE 2022 *Meet Me?*』（たむらゆかり ラブ ライブ にせんじゅうに ミート ミー）は、田村ゆかりの通算23作目の映像作品。Blu-rayは通算17作目となる。2023年3月31日にBlu-rayとDVDが同時リリースされた。

## 概要
2022年10月22日・23日にぴあアリーナMMで行われた「田村ゆかり LOVE ♡ LIVE 2022 *Meet Me?*」の公演、23日が収録されている。
特典映像は「Special Movie -2023.10.22- 時間の国のアリス」、「Short Movie ゆかりんのぶらり旅 北海道 前篇・後篇」、「田村ゆかり LOVE ♡ LIVE 2022 *Meet Me?* Document Movie」が収録されている。

## 演奏会場
- 神奈川：ぴあアリーナMM（10月22日・23日）

## 収録内容
1. Hello Again
2. Exactly
3. -MC 1-
4. Under Lover
5. 秘密の扉から会いにきて
6. ゆかりはゆかり♡
7. おしえて A to Z
8. -MC 2-
9. フルーツ
10. 恋と夢と空時計
11. -MC 3-
12. 不可触な愛
13. Short Movie #1
14. キャラメル
15. Catch me Cats me
16. ちょっとだけワルイコ
17. -Band Session-
18. Libido zone
19. Masquerade kiss
20. 恋のアゲハ
21. Short Movie #2
22. トロッコにのって
23. -MC 4-
24. 恋は天使のチャイムから
25. 涙のち晴れマーク
26. La La Love call
27. Tremolo Mellow
28. 新月のpollen
29. ＜Encore＞
30. W:Wonder tale
31. -MC 5-
32. ケセラセラ
33. 逢うたびキミを好きになる
34. -Epilogue-

Special Movie
- -2023.10.22- 時間の国のアリス

Short Movie
- ゆかりんのぶらり旅 北海道 前篇
- ゆかりんのぶらり旅 北海道 後篇

特典映像
- 田村ゆかり LOVE ♡ LIVE 2022 *Meet Me?* Document Movie